# Algatocín
Algatocín település Spanyolországban, Málaga tartományban. Algatocín Benalauría, Benarrabá és Jubrique községekkel határos. Lakosainak száma 834 fő (2024).

## Népesség
A település népessége az elmúlt években az alábbi módon változott:
| Lakosok száma | 962  | 944  | 936  | 909  | 887  | 844  | 778  | 793  | 826  | 834  |
|               | 2001 | 2004 | 2007 | 2009 | 2012 | 2014 | 2017 | 2019 | 2022 | 2024 |